# Hosios Lukas

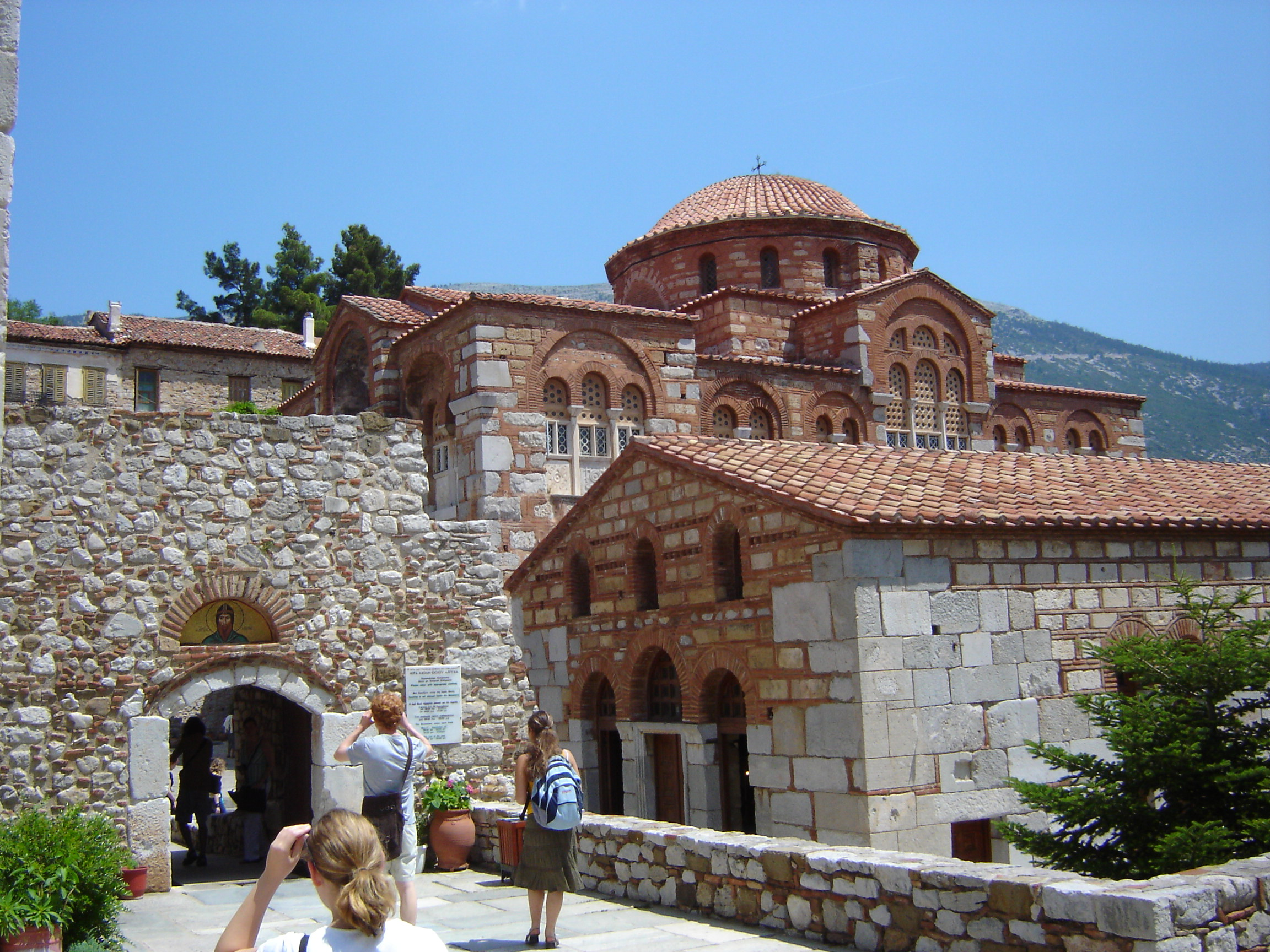
Hosios Lukas

Hosios Lukas (grekiska: Heliga Lukas) i Delfi i Grekland är ett kloster grundat i slutet av 900-talet. Klosterkyrkan är smyckad med färgrik marmor och guldmosaik. Kyrkan innehåller, förutom en rad fresker, den största samlingen mosaiker från den s.k. makedoniska epoken i den bysantinska konsthistorien, med flera betydande kompositioner och mer än 147 gestalter.